# Стар ейл
Стар ейл (на английски: Old Ale) е традиционна английска бира, тип ейл, която отлежава в продължение на месеци, дори години в дървени бурета, с алкохолно съдържание: 4 – 9,5 + % об.

## История
Старият ейл е традиционен тип английски ейл с многовековна история. След първичната ферментация старият ейл се оставял за отлежаване в складовете на пивоварната. Бирата е била използвана за смесване или за директна консумация – най-често за тържествени поводи. През зимните месеци се вари Winter warmer – по-съвременна версия на стария ейл, който е по-малцов и плътен, често тъмен, и обикновено е сезонна оферта пивоварна за коледните празници и зимните месеци.

## Характеристика
Силата, цвета и характера на старите ейлове варират в широки граници. Старите ейлове, противно на очакванията, не е задължително да бъдат особено силни: те могат да бъдат с не повече от 4 % алкохол, въпреки че някои версии са значително по-силни. Могат да бъдат светли и тъмни. Цветът е от светлокехлибарен до червено-кафеникав (повечето са тъмни), като отлежаването допълнително потъмнява цвета на бирата. Образува малка пяна поради дългото отлежаване и по високото алкохолно съдържание. Светлите версии се отличават с плътен сладък малцов вкус и аромат, с нотки на тръпчиви плодове, орехи, меласа и пикантен хмел. Тъмните версии имат по-дълбок малцов характер със силни нотки на печено зърно, тъмни плодове, кожа и тютюн. В производството се използват светли малцове, а в по-тъмните версии и по-тъмни карамелени малцове, както и различни добавки – меласа, царевичен сироп, инвертна захар, кафява захар, царевица, пшеница и различни екстракти от малц.
Алкохолното съдържание варира от 4.0 до 9.5 + % об.

## Известни търговски марки
Типични търговски марки са: Gale's Prize Old Ale, Burton Bridge Olde Expensive, Marston Owd Roger, J.W. Lees Moonraker, Harviestoun Old Engine Oil, Fuller's Vintage Ale, Harvey's Elizabethan Ale, Theakston Old Peculier, Young's Winter Warmer, Sarah Hughes Dark Ruby Mild, Samuel Smith's Winter Welcome, Fuller's 1845, Fuller's Old Winter Ale, Great Divide Hibernation Ale, Hudson Valley Old Man Ale, Cooperstown Pride of Milford Special Ale, Coniston Old Man Ale, North Coast Old Stock Ale .